# Ủy ban Cách mạng Lâm thời Ba Lan
Ủy ban Cách mạng Lâm thời Ba Lan (Tiếng Ba Lan: Tymczasowy Komitet Rewolucyjny Polski, viết tắt là Polrewkom, Tiếng Nga: Польревком) là một cơ quan chính quyền được thành lập bởi những người Bolshevik Ba Lan lưu vong tại Nga. Ủy ban được thành lập với mục đích thành lập nhà nước Cộng hòa Xã hội chủ nghĩa Xô viết Ba Lan (Tiếng Ba Lan: Polska Socjalistyczna Republika Rad) tại Đông Âu.

## Thành lập
Sau khi được trao trả độc lập, chính phủ Ba Lan nhanh chóng bắt tay với phương Tây và quay lưng lại với nước Nga đang lâm vào cuộc nội chiến, hướng. Mục tiêu của chính quyền Ba Lan là nỗ lực khôi phục lại đường biên giới năm 1772, thời điểm trước sự kiện phân chia Ba Lan thứ nhất, dẫn tới việc một số lãnh thổ Liên bang Ba Lan và Lietuva giờ đây thuộc Belarus và Ukraina. Mặt khác, chính quyền Nước Nga Xô viết cũng quyết định mở rộng ảnh hưởng về phía tây. Những người Bolshevik Ba Lan tại Nga bắt đầu tìm cách mở lại ảnh hưởng của Đảng Công nhân Cộng sản Ba Lan. Họ mong muốn Ba Lan trở thành một nhà nước xã hội chủ nghĩa theo thiết chế Xô viết.
Văn phòng Ba Lan được thành lập, tập hợp những người Bolshevik gốc Ba Lan. Trong đó có thể kể đến Julian Marchlewski, người sáng lập Đảng Xã hội Dân chủ Vương quốc Ba Lan và Litva - chính đảng Marxist tiền thân của Đảng Công nhân Cộng sản Ba Lan; Felix Dzerzhinsky, lãnh đạo trên thực tế của Ủy ban, Ủy viên Trung ương Đảng Cộng sản (Bolshevik) Nga, và là người sáng lập Ủy ban Đặc biệt toàn Nga; Stanisław Bobiński, nhà ngoại giao đồng thời cũng là chỉ huy của Trung đoàn Hồng quân Cách mạng Warszawa.
Ủy ban Cách mạng Lâm thời Ba Lan được thành lập ngày 23 tháng 7 năm 1920 ở Moskva từ Văn phòng Ba Lan của Chính phủ Bolshevik Nga. Chủ tịch Ủy ban là Julian Marchlewski. Quyết định này được thực hiện trong thời điểm Hồng quân Liên Xô đang có những ưu thế trên chiến trường trong cuộc chiến tranh với Ba Lan. Quân đội do tướng Mikhail Tukhachevsky chỉ huy đang áp sát Warszawa. Mục tiêu của Ủy ban lúc này là xây dựng các cơ quan hành chính cho vùng lãnh thổ Ba Lan mà Hồng quân đang nắm giữ.
Khác với nhiều Ủy ban Cách mạng khác, Ủy ban Cách mạng Ba Lan tuyên bố Ủy ban chỉ mang tính chất "lâm thời". Sau khi Hồng quan Liên Xô giành thắng lợi trên toàn lãnh thổ Ba Lan thì chính quyền sẽ được chuyển giao cho Đảng Công nhân Cộng sản Ba Lan, tiến tới thành lập nhà nước cộng sản. Tuy nhiên trên thực tế đến sau năm 1920, Hồng quân gặp nhiều bất lợi trên chiến trường và mục tiêu thiết lập nhà nước Xô viết ở Ba Lan không còn được để ý đến.

## Hoạt động

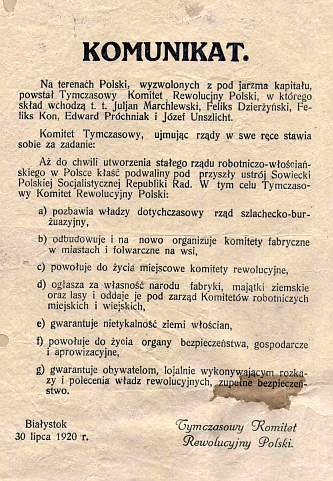
Tuyên ngôn của Polrewkom ngày 30 tháng 7 năm 1920

Ủy ban Cách mạng Lâm thời Ba Lan đã lắp ráp một con tàu vào ngày 24 tháng 7, tất cả thành viên Ủy ban đặt trụ sở tại chiếc hỏa xa mới lắp ráp đó. Con tàu nhanh chóng được xuất xưởng để Ủy ban đi theo chuyến hành trình: đến Minsk vào ngày 25 tháng 7, Wilno vào ngày 27 tháng 7 và đến Białystok vào ngày 30 tháng 7.
Trước khi đến Białystok, Ủy ban đã cho công bố bản Tuyên ngôn gửi tới nhân dân lao động Ba Lan (Tiếng Ba Lan: Manifest do polskiego ludu roboczego miast i wsi) với lời kêu gọi: Hồng Quân tiến đến biên giới Ba Lan không vì lợi ích của mình, mà để bảo vệ đất nước và sẵn sàng giúp đỡ nhân dân Ba Lan trong cuộc đấu tranh giải phóng của chủ nghĩa xã hội. Trong đó, đề cập đến các chính sách của nhà nước Ba Lan mới:
1. Thành lập nước Cộng hòa Xã hội chủ nghĩa Xô viết Ba Lan của Xô viết.
2. Quốc hữu hóa ruộng đất.
3. Tách nhà thờ ra khỏi nhà nước.
4. Kêu gọi quần chúng nhân dân lao động ở các địa phương đánh đuổi tư bản và địa chủ, kiểm soát nhà máy và ruộng đất, thành lập các ủy ban cách mạng lâm thời.

Ủy ban thiết lập trụ sở chính ở Cung điện Branicki, bắt đầu thi hành những cam kết với Lenin, ban bố hai lời kêu gọi tới binh lính Ba Lan: Một là kêu gọi các binh sĩ quân đội Cộng hòa Ba Lan phản chiến, hai là kêu gọi thanh niên tòng quân để thành lập Hồng quân Ba Lan. Nhưng đáp lại lời kêu gọi, chỉ có 70 người đăng ký Trung đoàn súng trường Bialystok số 2, và tổng cộng có 176 người tình nguyện gia nhập Hồng quân. Ủy ban không nhận được nhiều sự ủng hộ từ người Ba Lan, nhưng lại được cộng đồng Do Thái giúp đỡ (thống kê năm 1918 thì thành phố Białystok có 75% dân số là người Do Thái).
Ủy ban phát hành tờ báo Czerwony Goniec do Ủy viên Feliks Kon biên tập làm cơ quan ngôn luận, ra số đầu tiên vào ngày 7 tháng 8. Tờ báo ra được 12 số và đình bản vào ngày 20 tháng 8, khi quân Cộng hòa Ba Lan tiến sát thành phố Bialystok. Trong số báo cuối cùng, Feliks Kon đã viết một bài với nhan đề Dwa światy (tức Hai Thế giới) trong đó có nội dung: ...Thế giới cũ biến mất, nhưng một thế giới mới ra đời: vĩ đại, hùng mạnh và một nước Cộng hòa xã hội chủ nghĩa Ba Lan có nền độc lập thực sự sẽ đóng vai trò quan trọng trong thế giới này.
Những nỗ lực của Ủy ban được sự giúp đỡ của nước Nga với khoản tiền là 2 tỉ ruble. Với lý do trên khiến Ủy ban bị một số sử gia phương Tây nhìn nhận với phương diện là một chính phủ bù nhìn. Ngày 22 tháng 8 năm 1920, Polrevkom dời ra khỏi Białystok để tới Minsk đồng thời với sự thất bại của Hồng quân, và giải thể sau đó.
Một số Ủy viên của Ủy ban sau này đã trở thành lãnh đạo của các huyện tự trị Ba Lan trong lãnh thổ Liên Xô. Các huyện đó được đặt theo tên các lãnh đạo của Ủy ban Cách mạng Lâm thời Ba Lan: Huyện Marchlewszczyzna lấy theo tên của Chủ tịch Julian Marchlewski, huyện Dzierżyńszczyzna lấy theo tên của Feliks Dzierzynski.

## Thành viên

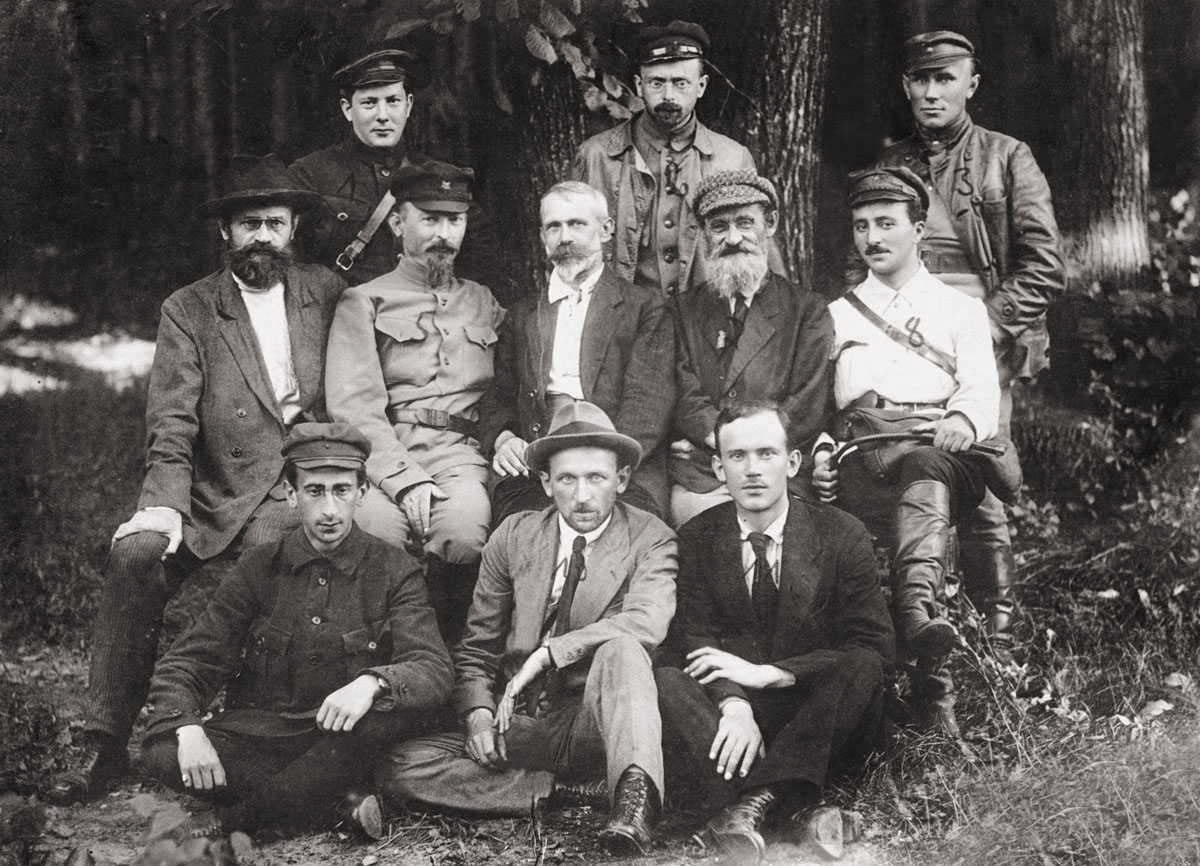
Thành viên Polrewkom (hàng giữa từ trái qua phải: Feliks Dzierzynski, Julian Marchlewski, Feliks Kon)

Ủy ban Cách mạng Lâm thời Ba Lan gồm các thành viên:
- Julian Marchlewski: Chủ tịch Ủy ban Cách mạng Lâm thời.
- Feliks Dzierzynski: Lãnh đạo de facto.
- Feliks Kon: Ủy viên phụ trách Giáo dục.
- Edward Próchniak: Thư ký Ủy ban.
- Józef Unszlicht: bên Đảng.
- Bernard Zaks: Ủy viên phụ trách Công nghiệp.
- Stanisław Bobiński: Ủy viên phụ trách Tuyên truyền.
- Tadeusz Rydwański: Ủy viên phụ trách Nông nghiệp.

## Các chính quyền tương tự
Cũng tại Ba Lan, một nhà nước tự đã được thành lập. Đó là Ủy ban Cách mạng Galicia (Halrevkom) và nước Cộng hòa Xã hội chủ nghĩa Xô viết Galicia. Nhà nước này đã kiểm soát được đa phần phía đông Galicia của nước Cộng hòa Dân chủ Tây Ukraina.
Trước đó một năm, tại phía nam của vùng Đông Âu, một nhà nước giống như Cộng hòa Xã hội chủ nghĩa Xô viết Ba Lan được thành lập. Đó là nước Cộng hòa Xã hội chủ nghĩa Xô viết Bessarabia.